# Get Up (Rattle)
Pour les articles homonymes, voir Get Up.
Singles de Bingo Players
Out Of My Mind
(2012) Buzzcut
(2013)
Get Up (Rattle) est une chanson produite par le duo de DJ néerlandais Bingo Players avec la participation vocale du groupe de rap Far East Movement. Cette chanson a été sortie le 11 décembre 2012 aux Pays-Bas et est sortie le 20 janvier 2013 en Angleterre. Cette chanson est une version vocale de la chanson Rattle sortie fin 2011.

## Clip vidéo
Le clip montre des canards tuant un par un les membres d'une bande de jeunes racailles terrorisant une ville et qui avaient tué un caneton. Le premier se fait piqueter le visage, le deuxième se fait pincer l'entrejambe et se brise la nuque contre un mur en essayant de se débarrasser du canard, le troisième se fait percuter par une voiture en essayant de récupérer son téléphone portable volé par le canard, le quatrième qui est le conducteur de la voiture est tué par le canard à coups de bec et le cinquième, le chef de la bande s'enfuit. En voyant que le canard l'a poursuivi, il décide de faire face et de combattre l'animal tueur. Le canard saute sur lui, lui troue le corps en le transperçant et lui prend le cœur dans son bec. Il y a deux versions du clip, l'une censurée (déconseillée aux moins de 10 ans selon D17), l'autre non. Dans la version non censurée (déconseillée aux moins de 12 ans selon certains sites), la mort du petit canard est plus détaillée, du sang éclabousse sur le visage du garçon se fait piqueter qui devient d'une blancheur cadavérique, le piquage est alors beaucoup plus explicite, la mort du garçon qui écrasé par la voiture apparaît plus détaillée et lorsque le canard transperce le leader à la fin, le cœur de  l'homme bat encore dans le bec du canard. Les canards ont utilisé la stratégie d'éliminer les moins dangereux en premier puis remonter aux plus dangereux et au chef, l'avant-dernier à être tué, écrasé par une voiture, est celui qui a lancé la pierre sur le canard.
| 1. | Get Up (Rattle) (Radio Edit)                    | 2:46 |
| 2. | Get Up (Rattle) (Extended Mix)                  | 5:01 |
| 3. | Get Up (Rattle) (Danny Howard Vocal Mix)        | 6:02 |
| 4. | Get Up (Rattle) (The Prototypes Remix)          | 4:35 |
| 5. | Get Up (Rattle) (Cyantific's Ghost Train Remix) | 4:37 |
| 6. | Get Up (Rattle) (Luminox Vocal Mix)             | 3:53 |
| 7. | Get Up (Rattle) (Original Remix)                | 4:47 |

## Cinéma
La chanson est présente sur la bande originale du film 22 Jump Street, sorti en 2014.

## Classement hebdomadaire
| Classement (2012-2013)          | Meilleure position |
| ------------------------------- | ------------------ |
| Belgique (Flandre Ultratip 100) | 19                 |
| Belgique (Wallonie Ultratip 50) | 14                 |
| Canada                          | 51                 |
| Tchéquie (IFPI Rádio)           | 13                 |
| Corée du Sud                    | 6                  |
| Danemark (Tracklisten)          | 6                  |
| Pays-Bas (Single Top 100)       | 19                 |
| Allemagne (Media Control AG)    | 22                 |
| Écosse (OCC)                    | 1                  |
| Suisse (Schweizer Hitparade)    | 24                 |
| Irlande (IRMA)                  | 5                  |
| Australie (ARIA)                | 4                  |
| Nouvelle-Zélande (RMNZ)         | 25                 |
| Hongrie (Dance Top 40)          | 1                  |
| Hongrie (Rádiós Top 40)         | 2                  |
| Pologne (Dance Top 50)          | 7                  |
| Royaume-Uni (UK Dance Chart)    | 1                  |
| Royaume-Uni (UK Singles Chart)  | 1                  |
| France (SNEP)                   | 8                  |
| Italie (FIMI)                   | 36                 |
| Suède (Sverigetopplistan)       | 44                 |
| Slovaquie (IFPI Rádio)          | 34                 |

## Certification
| Pays            | Disque de certification | Seuil   |
| --------------- | ----------------------- | ------- |
| Australie       | 2 × Platine             | 140 000 |
| Canada          | Or                      | 40 000  |
| Danemark (IFPI) | Or                      | 15 000  |

## Historique de sortie
| Pays        | Date             | Format                 | Label                                         |
| ----------- | ---------------- | ---------------------- | --------------------------------------------- |
| Pays-Bas    | 11 décembre 2012 | Téléchargement digital | Hysteria, Spinnin' Records, Ministry of Sound |
| Royaume-Uni | 20 janvier 2013  | Téléchargement digital | Hysteria, Spinnin' Records, Ministry of Sound |